# Aristolochia cordata
Aristolochia cordata är en piprankeväxtart som beskrevs av Eastwood. Aristolochia cordata ingår i släktet piprankor, och familjen piprankeväxter. Inga underarter finns listade i Catalogue of Life.